# Майкл Джон Поттс
Майкл Джон Поттс (англ. Michael Potts) — австралійський дипломат. Надзвичайний і Повноважний Посол Австралії в Австрії та за сумісництвом в Україні.

## Біографія
Закінчив Сіднейський університет, бакалавр гуманітарних наук, історик. Володіє іспанською, французькою, лаоською та в'єтнамською мовами.
З 1973 по 1976 — працював в посольстві Австралії в Іспанії.
З 1977 по 1979 — працював в посольстві Австралії в В'єтнамі.
У 1980 — працював в посольстві Австралії в Дар-ес-Саламі.
З 1980 по 1983 — в.о. Верховного Комісара (Посла) в Лусаці.
З 1985 по 1988 — радник австралійської місії в ООН.
З 1991 по 1994 — Надзвичайний і Повноважний Посол Австралії у В'єтнамі.
З 1994 по 1997 — помічник Генерального секретаря АСЕАН, відділення двосторонніх відносин.
З 1997 по 1998 — помічник секретаря відділення Південно-Східної Азії.
З 1998 по 1999 — помічник секретаря з питань торговельної політики і промисловості.
З 1999 по 2001 — 1-й помічник секретаря міжнародних організацій та юридичного відділу МЗСіТ Австралії.
З 2001 по 2002 — 1-й заступник секретаря Міжнародного відділу Департаменту Прем'єр-міністра і Кабінету Міністрів.
З 2003 по 2006 — Верховний Комісар в Порт-Морсбі.
З 01.2007 по 06.2009 — перший помічник секретаря міжнародних організацій та юридичного відділу МЗСіТ Австралії.
З 06.2009 — Надзвичайний і Повноважний Посол Австралії в Австрії та за сумісництвом в Україні, Словенії, Словаччині.